# 多籽车前
多籽车前（学名：Plantago polysperma），为车前科车前属下的一个植物种。